# Sahib Khazal
Sahib Khazal (en árabe: صَاحِب خَزْعَل; Irak; 1 de enero de 1943 – Bagdad, Irak; 9 de mayo de 2025) fue un jugador y entrenador de fútbol irakí que jugó en la posición de defensa.

## Carrera

### Club
Jugó toda su carrera con el Al-Quwa Al-Jawiya de 1961 a 1976, equipo con el que fue campeón nacional en 1975, además de tres ligas y dos copas regionales.

### Selección nacional
Jugó para Irak en 16 ocasiones de 1963 a 1975, participó en la Copa Asiática 1972 y en los Juegos Asiáticos de 1974, además de partidos clasificatorios a los Juegos Olímpicos.

### Entrenador
Dirigió a Al-Quwa Al-Jawiya en la temporada de 1977.

## Logros
- Liga de Estrellas de Irak (1): 1974-75
- Primera División Nacional de Irak (1): 1973-74
- Liga Central de Irak (3): 1961–62, 1963–64, 1972–73
- Copa de Baghdad (1): 1974
- Copa Central de Irak (2): 1962, 1964